# Лорън Колмън
Лорън Колмън е американски автор на книги, криптозоолог и изследовател на паранормалните явления и фолклора.

## Биография
Роден е в Норфолк, щата Вирджиния, САЩ през 1947 г.
Прекарва детството си в щата Илинойс, където се запалва по темите за криптозоологията и НЛО. Още като младеж прочита доста книги на темите за НЛО, криптозоология, антропология и загадки като Неси, Голямата стъпка и Йети.
Учи зоология и антропология в Университета на Южен Илинойс. След това завършва „Психиатрия“ в колежа „Саймън“ в Бостън, щата Масачузетс.